# Shin Mazinger Shōgeki! Z Hen
Shin Mazinger Z Impact (真マジンガー 衝撃! Z編, Shin Majingā Shōgeki! Zetto Hen, lit. "O Verdadeiro Impacto Mazinger! Capítulo Z") também conhecido em Portugal como Mazinger Z e Mazinger Z: Edição Impacto!, e no Brasil como O Incrível Mazinger Z: Edição Impacto, alternativamente romanizado como Shin Mazinger Shougeki! Z Hen e traduzido pela Soul of Chogokin na franquia de brinquedos como Shin Mazinger Impact Z!, é uma série de anime de Mazinger, que foi dirigida por Yasuhiro Imagawa (o mesmo de Gundam G e Robô Gigante) que estreou no Japão entre 4 de abril até 26 de setembro de 2009. De acordo com a equipe de produção, que não tem relação com o anime de 1970 e não deve ser descrito como um remake de Mazinger Z. A série é uma "releitura" da história básica de Mazinger Z, com a maior parte dos mesmos personagens, feras mecânicas, e alguns gráficos gerais da série original, além do material adicional. Ele mantém o enredo original de Mazinger Z, mas faz referências a outros trabalhos de Go Nagai, como Z Mazinger, Violence Jack, Demon Lord Dante e outros. Elementos de outras obras relacionadas à Mazinger aparecem na série, como a história de Kedora (baseado na história original Mazinger Z de Ken Ishikawa) e o aparecimento de Energer Z, o conceito original antes de Mazinger Z.
Junto com a série de TV, um novo mangá intitulado Shin Mazinger Zero (真マジンガーZERO, Shin Majingā Zero, lit. O Verdadeiro Mazinger ZERO) que começou a ser publicado em 18 de abril de 2009 (também em junho de 2009 pela revista Champion Red. O par responsável pelo mangá shōnen Akumetsu, foi Yoshiaki Tabata e Yuki Yogo, que escreveram e ilustraram o mangá Shin Mazinger Zero. Em 2010, um jogo baseado na série foi lançado para computador.
Em Portugal, o anime foi emitido pelo Animax entre 1 de abril de 2011 na versão original com legendas em português e esteve também disponível no catálogo nacional da Netflix a partir de 25 de outubro de 2015, também legendado em português. No Brasil a série inicialmente teve dois episódios dublados em 2012 em São Paulo pelo estúdio BKS para lançar em feiras de televisão para possíveis aquisições, mas três anos depois teve sua estreia no Netflix, em 21 de novembro de 2015, desta vez dublado no estúdio BW, em Belo Horizonte.

## Enredo
No futuro próximo, um minério conhecido como "Japanium" é descoberto sob o Monte Fuji. Este minério é descoberto para produzir uma poderosa fonte de energia conhecida como "Energia Fóton". Dr. Juzo Kabuto e seus companheiros começaram a pesquisar a Energia Fóton, planejando usá-la como uma solução para a crise energética que assola a terra, quando o nefasto Dr. Hell e seu sócio Baron Ashura atacaram seu laboratório. Junto com isso, o misterioso "Kurogane House" também começou a tornar-se entrelaçado com os assuntos desses dois partidos. Durante tudo isso, os netos de Juzo, Kouji e Shiro, encontram um dos robôs do Baron Ashura em seu caminho para atacar a mansão do Dr. Kabuto, onde começou a trabalhar em sua maior invenção. Dr. Kabuto, vendo o perigo na mão, envia o Pilder para Kouji, permitindo-lhe se juntar com o robô gigante, Mazinger Z, para lutar contra as forças do Dr. Hell.

## Mídia

### Home video
Além disso vários vídeo sob demanda  mostram o anime online na internet, pela Bandai Channel legalmente no Japão, a série também foi lançada em DVD e Blu-ray. Até agora, dois DVDs e uma caixa de Blu-ray foram anunciados.
A distribuidora Discotek Media licenciou a série, que foi lançada em DVD em 2015.
A série também está programada para ser lançada em DVD e Blu-ray na Espanha e no México (somente em DVD) com o título de Mazinger Edición Z Impacto!.
A série está disponível em DVD e Blu-ray na Itália com o título de "Mazinger Edition Z: The Impact!", de Yamato Video.

### Música
Cada um da abertura e os temas de encerramento foram lançados como CDs EP. Além disso, a trilha sonora está disponível em CD. Todos eles foram publicados pela Lantis.
| Título                                                          | Tipo                   | Faixas | Artista                    | Número padrão | Data de lançamento   |
| --------------------------------------------------------------- | ---------------------- | ------ | -------------------------- | ------------- | -------------------- |
| Kanjite Knight                                                  | Abertura 1             | 4      | ULTIMATE LAZY for MAZINGER | LACM-4601     | 22 de abril de 2009  |
| Brand new world                                                 | Encerramento 1         | 4      | Natsuko Aso                | LACM-4612     | 27 de maio de 2009   |
| TV anime Shin Mazinger Shogeki! Z Hen Original Soundtrack Vol.1 | Álbum da trilha sonora | 31     | Akira Miyagawa             | LACA-5919     | 24 de junho de 2009  |
| Shugojin - The guardian                                         | Abertura 2             | 4      | JAM Project                | LACM-4632     | 5 de agosto de 2009  |
| Tsuyoki Mono yo                                                 | Encerramento 2         | 4      | SKE48                      | LACM-4638     | 5 de agosto de 2009  |
| TV anime Shin Mazinger Shogeki! Z Hen Original Soundtrack Vol.2 | Álbum da trilha sonora | 30     | Akira Miyagawa             | LACA-5966     | 7 de outubro de 2009 |

## Mangá

### Shin Mazinger Zero
Embora foi publicado ao longo da série de anime, o mangá Shin Mazinger Zero não é uma adaptação de sua história. Foi escrito por Yoshiaki Tabata com a arte de Yuki Yogo, é uma produção original que tem elementos de várias versões anteriores do conceito Mazinger. O enredo trata da humanidade sendo destruída por um malvado Mazinger Z. Koji Kabuto, o último homem vivo, é morto por um em tamanho humano, de aparência humana Minerva X assim que seu espírito pode viajar de volta no tempo para evitar o desastre, mas é preciso várias tentativas. Em última análise, universos paralelos se tornam um tema na história, possibilitando participações especiais de várias versões diferentes de Mazinger Z, incluindo a versão do mangá de Gosaku Ota de Koji (um cyborg) e a releitura de 1990 de Nagai do Mazinger Z, Mazin Saga (um homem vestindo uma armadura que o transforma em um gigante). Shin Mazinger Zero também inclui convidados de obras mais ousadas de Takashi, como o guerreiro nu Kekko Kamen, e como tal, contém altos níveis de violência e conteúdo sexual. Ele gerou uma sequência intitulada Shin Mazinger Zero vs Ankoku Daishōgun (真マジンガーZEROvs暗黒大将軍), que foca no Great Mazinger, com participações especiais de UFO Robo Grendizer e seu elenco. A sequência tem quatro volumes de comprimento e ainda está em andamento a partir de julho 2014.
| N.º | Data de lançamento     | ISBN              |
| --- | ---------------------- | ----------------- |
| 1   | 18 de setembro de 2009 | 978-4-253-23354-5 |
| 2   | 19 de março de 2010    | 978-4-253-23355-2 |
| 3   | 20 de agosto de 2010   | 978-4-253-23356-9 |

### Shin Mazinger Shogeki! H Hen
Shin Mazinger Shogeki! H Hen (真マジンガー　衝撃！H編, shin majingā shōgeki! ecchi hen) é um especial de comédia One-shot sexy gag feito por Go Nagai e publicado na revista Champion Red entre 19 de agosto de 2009 (até outubro de 2009).